# Libro escocés

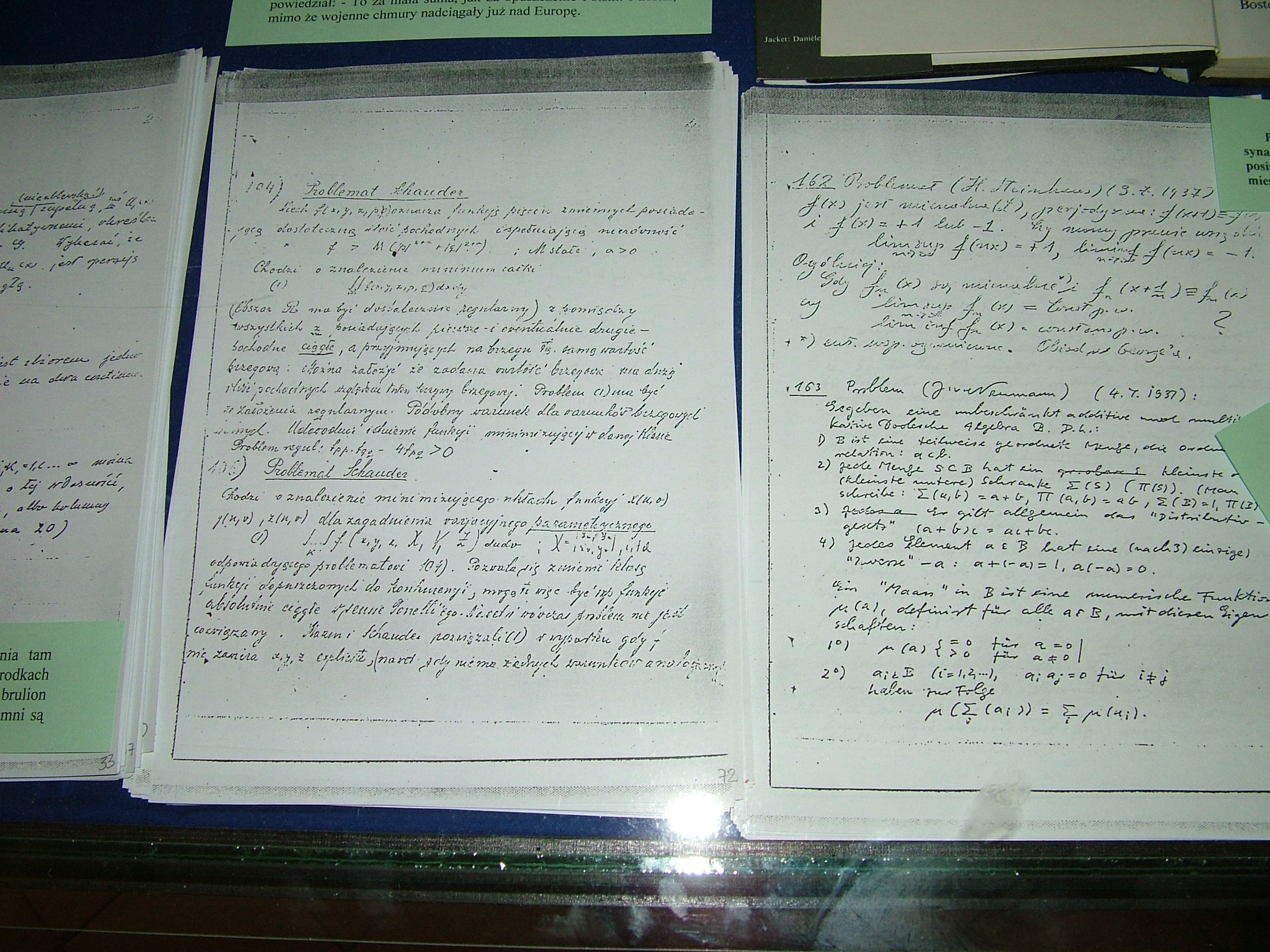

El Libro escocés (polaco: Księga Szkocka), también llamado cuaderno escocés, fue un cuaderno usado por matemáticos de la Escuela de Matemáticas de Lwow (Lwowska Szkola Matematyczna) para apuntar problemas que resolver. El cuaderno recibe su nombre del Café Escocés (Kawiarnia Szkocka) en Leópolis, que es donde se reunían para discutir informalmente sobre matemáticas después de las reuniones de la sección local de la Sociedad Matemática Polaca.